# Yoshiki Selection
Az Yoshiki Selection Yoshiki japán rockzenész első klasszikus zenei válogatásalbuma, mely 1991. december 12-én jelent meg és 17. helyezett volt az Oricon slágerlistáján. A lemezen klasszikus zeneszerzők művei hallhatóak.

## Számlista
| #  | Cím                            | Zene      | Hossz |
| -- | ------------------------------ | --------- | ----- |
| 1. | G-moll Fúga BWV 578            | Bach      | 4:11  |
| 2. | G-moll ballada op. 23          | Chopin    | 8:38  |
| 3. | Ombra mai fù                   | Händel    | 6:24  |
| 4. | Hegedűverseny, d-moll (op. 47) | Sibelius  | 16:32 |
| 5. | Zongoraszonáta No. 14          | Beethoven | 7:19  |
| 6. | Fuvolapartita (BWV 1013)       | Bach      | 2:14  |
| 7. | Kreisleriana                   | Schumann  | 3:06  |
| 8. | Má vlast                       | Smetana   | 13:13 |
| 9. | Air a D-dúr szvitből           | Bach      | 5:44  |